# Alabastron

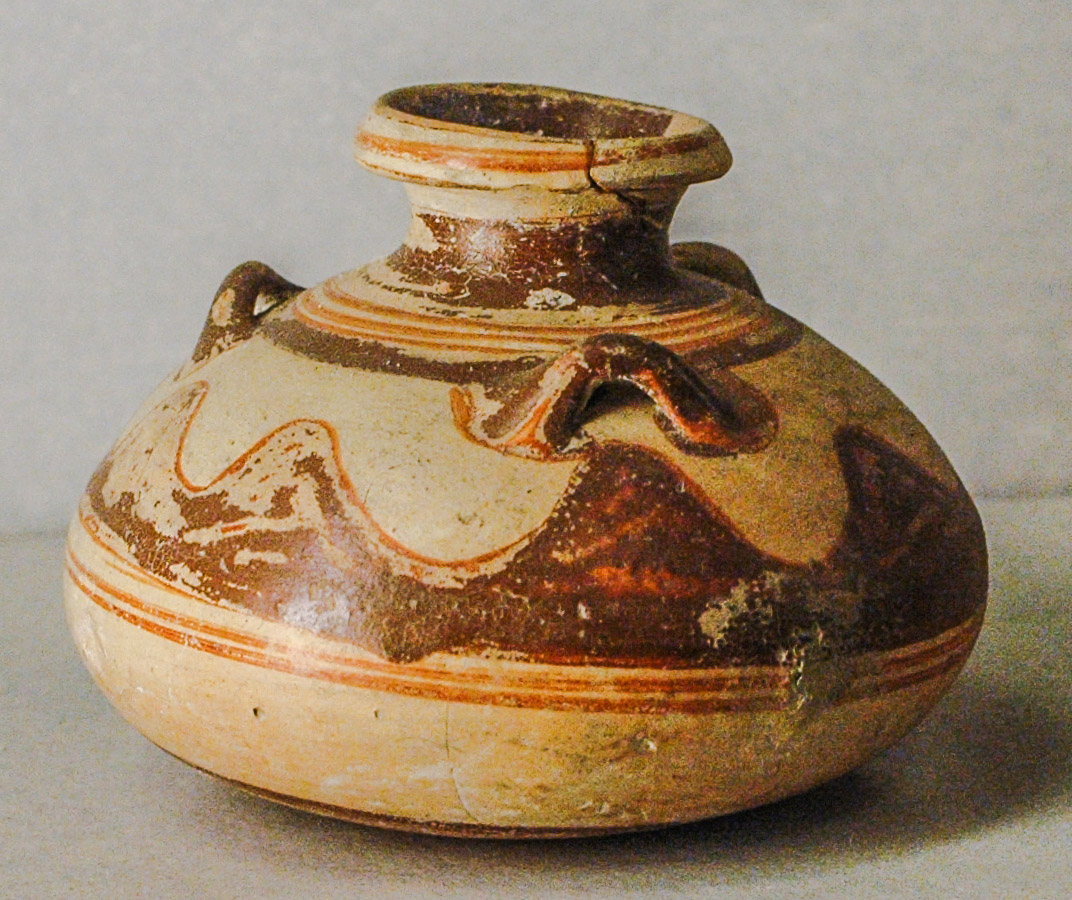
Terracotta alabastron uit Rodos (Laat-Helladisch IIIA2, ca. 1350 v.Chr.).

Een alabastron is een bepaalde variant van het Oud-Grieks aardewerk. Het was een klein, langwerpig kruikje, waarin olie gedaan werd. Die olie werd thuis, of in het gymnasion gebruikt. De functie is te vergelijken met die van de aryballos.
De alabastron werd ook vaak afgebeeld in de hoek van een schildering, wanneer deze over sporters gaat.